# アントニ・カバ
アントニ・カバ（Antoni Caba i Casamitjana、1838年 - 1907年1月25日）はカタルーニャの画家である。主に肖像画を描いた。

## 略歴
バルセロナで生まれた。1850年代にバルセロナのジョッチャ美術学校(Escola de la Llotja)でプラネリャ(Gabriel Planella: 1777-1855)やパウ・ミラ・イ・フンタナルス(Pau Milà i Fontanals: 1810-1883)、クラウディ・ロレンサレ(Claudi Lorenzale i Sugrañes:1816-1889)に学んだ。カタルーニャの政府から奨学金を受けて、マドリードの王立サン・フェルナンド美術アカデミーでフェデリコ・デ・マドラーソに学んだ。1864年のスペインの全国展(Exposición nacional)に出展し、作品の一つがスペイン政府に買い上げられ、プラド美術館に収蔵された。
しばらくパリに留学し、シャルル・グレールの指導を受けた。1874年にコンペティションに勝ってジョッチャ美術学校の教授に任じられた。1887年から1900年の間は校長も務めた。
肖像画家として高く評価された。バルセロナのリセウ大劇場や、個人の邸宅の装飾画も描いた。

## 作品

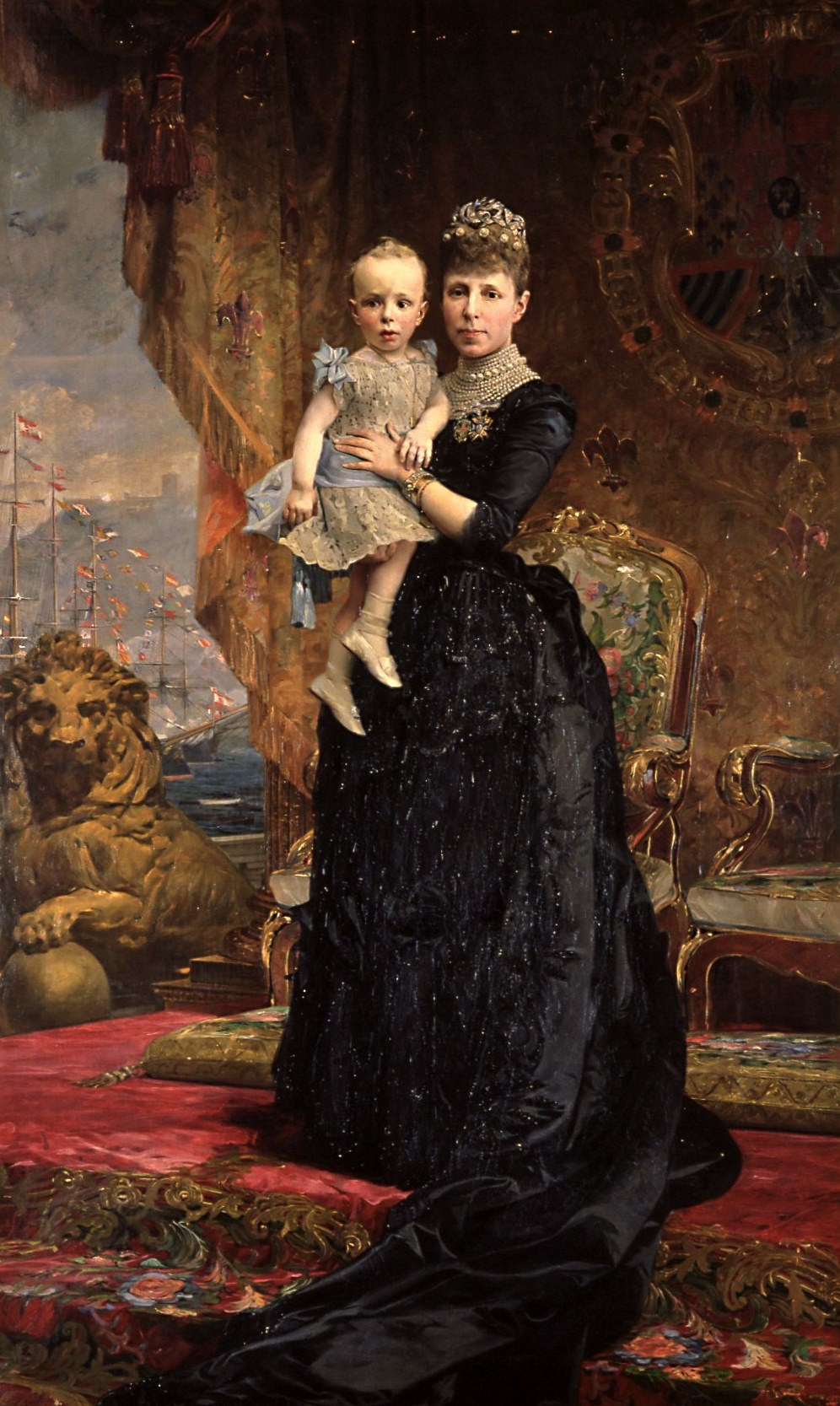
アルフォンソ13世を抱くマリア・クリスティーナ
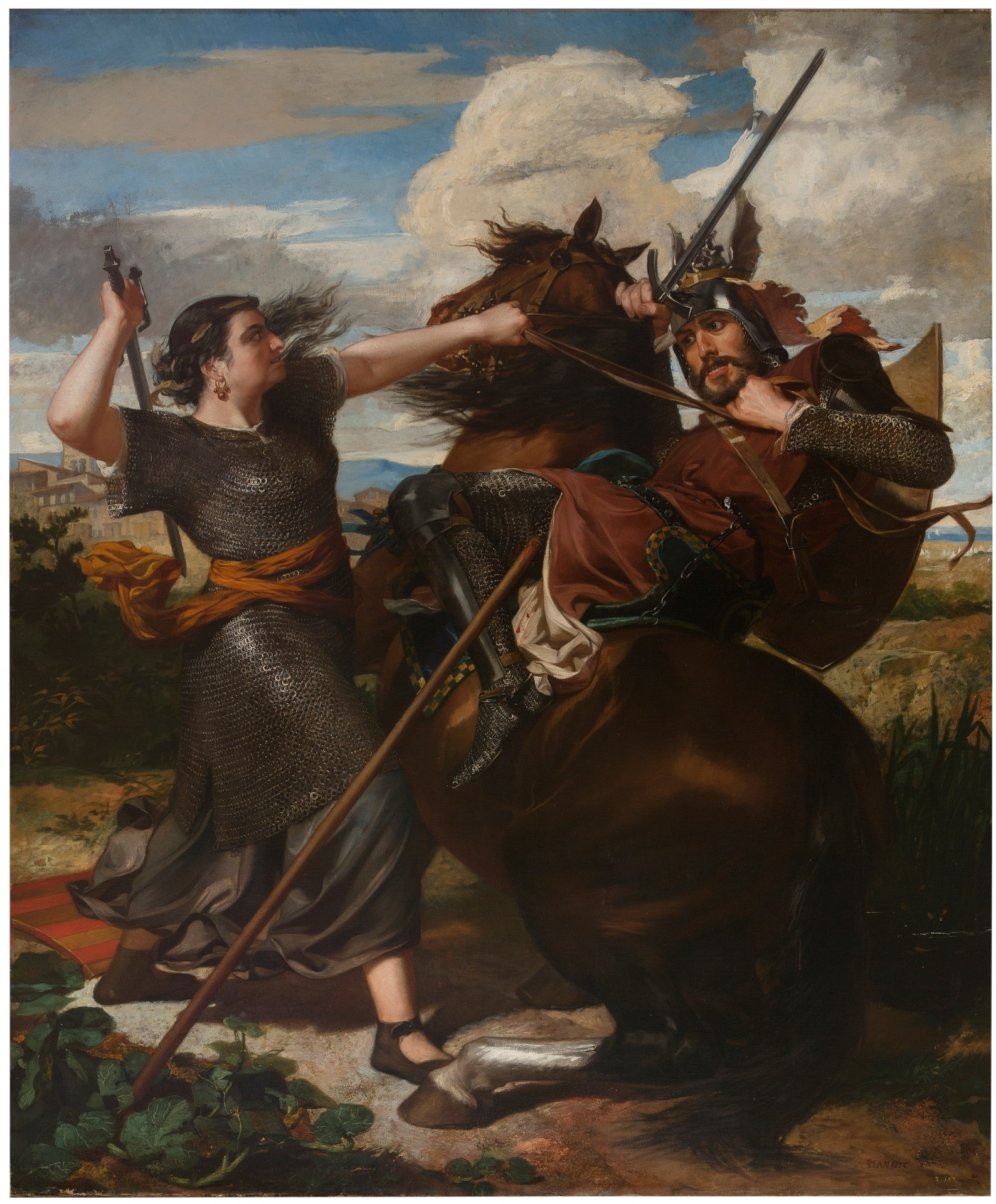
Mercadera(13世紀の英雄的女性
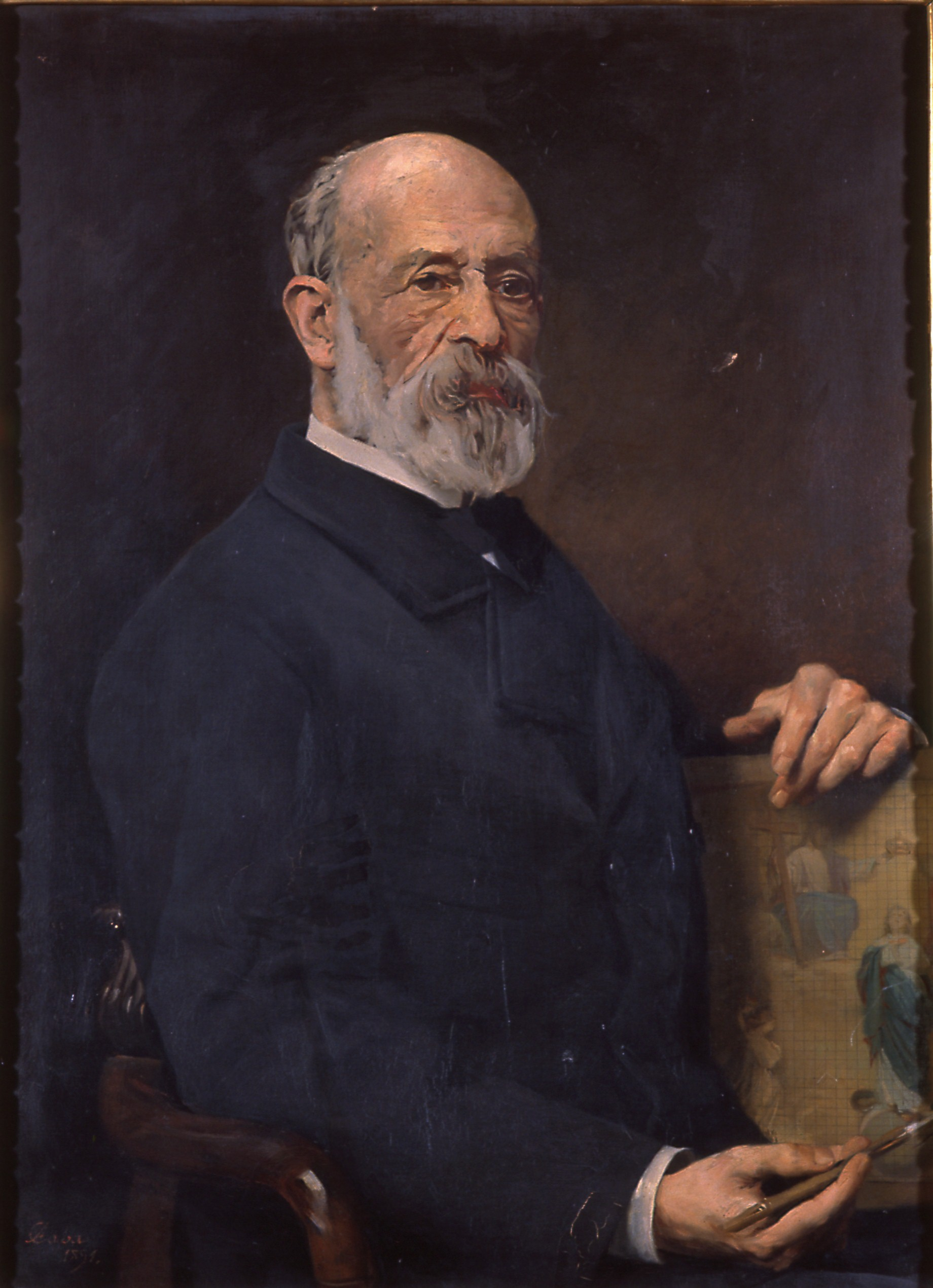
クラウディ・ロレンサレ-画家
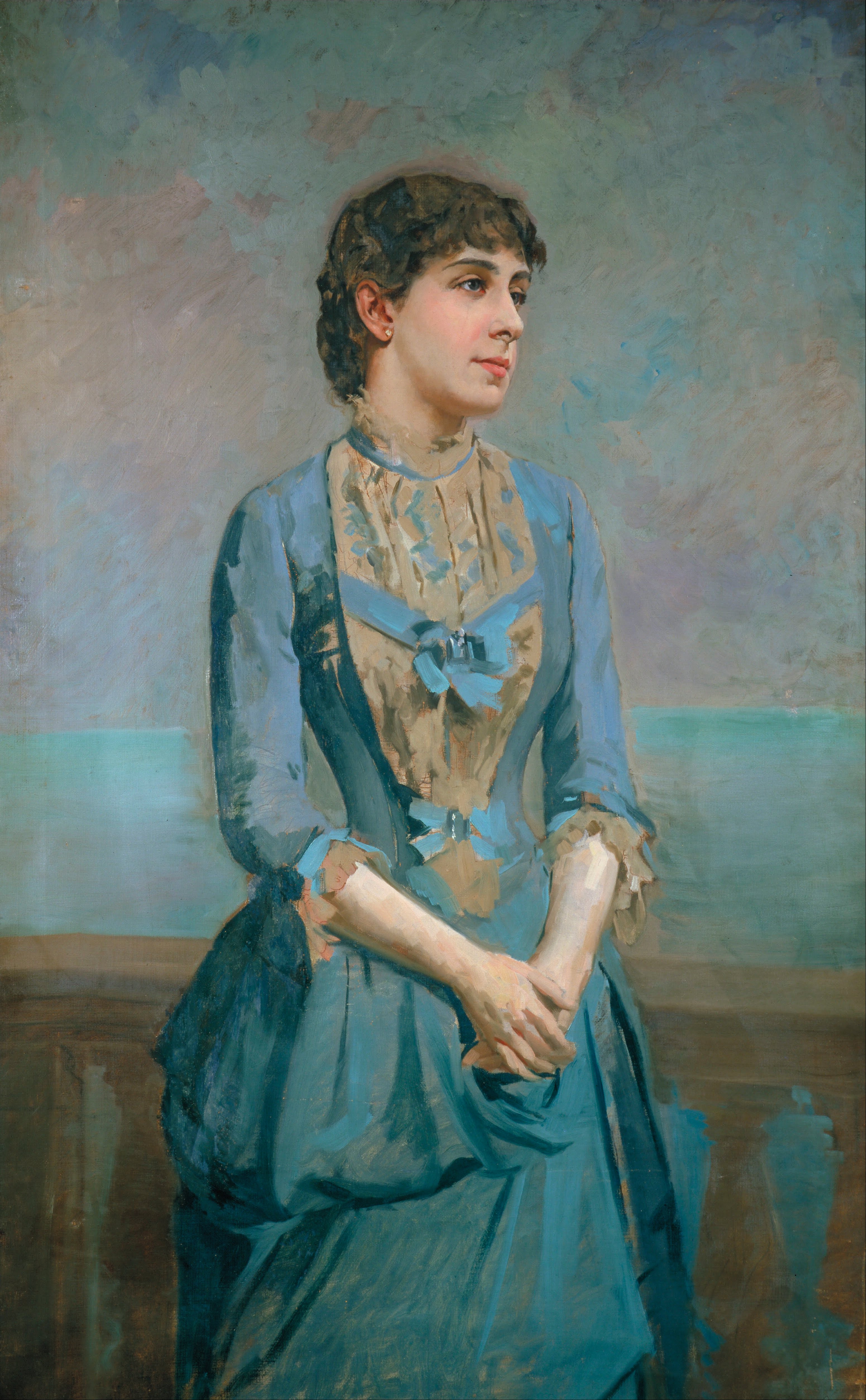
Portrait of Lluïsa Dulce i Tresserra, Marquise of Castellflorite